# Stephen Poloz
Stephen Poloz (né en 1955) est un économiste canadien. Il occupe le poste de gouverneur de la Banque du Canada du 3 juin 2013 au 3 juin 2020.

## Biographie
Stephen Poloz descend de grands-parents ukrainiens. Il naît à Oshawa, en Ontario au Canada, en 1955.
Il obtient un baccalauréat en économie de l'université Queen's en 1978. Il poursuit ses études à l'université Western Ontario, où il obtient une maîtrise en 1979 puis un doctorat en 1982, tous deux en économie. Sa thèse de doctorat porte sur les mouvements de devises. Il détient également un diplôme de l'université Columbia dans un programme conçu pour les cadres supérieurs et il est un Certified International Trade Professional.
Stephen Poloz entre à la Banque du Canada en 1981, où il occupe divers postes dans l'institution pendant 14 ans. Il quitte ensuite pour occuper un poste chez BCA Research (en) (une firme de conseil en investissements) pendant quatre ans où il est rédacteur en chef de la principale publication de cette firme, The International Bank Credit Analyst.
En 1999, il a été nommé économiste en chef à Exportation et développement Canada (EDC), puis président et chef de la direction d'EDC en janvier 2011. En 2013, il a été nommé gouverneur de la Banque du Canada, en remplacement de Mark Carney (nommé au poste de gouverneur de la Banque d'Angleterre). Selon Sherry Cooper, économiste en chef aux Centres hypothécaires Dominion, Poloz « a fait un excellent travail » à la barre de la Banque du Canada. 
En décembre 2019, Poloz annonce ne pas se représenter. Il quitte le poste de gouverneur en juin 2020 au terme de son mandat de sept ans à la Banque du Canada. Tel qu'anticipé, il est remplacé par Tiff Macklem.
Poloz est nommé officier de l'Ordre du Canada en 2024.
Poloz est marié à Valerie Poloz ; le couple a deux enfants.